# Eva-Maria ten Elsen
Eva-Maria ten Elsen (Alemania, 14 de septiembre de 1937) es una nadadora alemana retirada especializada en pruebas de estilo braza, donde consiguió ser medallista de bronce olímpica en 1956 en los 200 metros.

## Carrera deportiva
En los Juegos Olímpicos de Melbourne 1956 ganó la medalla de bronce en los 200 metros estilo braza, con un tiempo de 2:55.1 segundos, tras su compatriota Ursula Happe y la nadadora húngara Éva Székely.